# Cueva de Mezmáiskaya
La cueva de Mezmáiskaya (en ruso: Мезмáйская пеще́ра) se encuentra en la orilla derecha del Sujói Kurdzhips (un pequeño afluente del río Kurdzhips), en el sur de la República de Adigueya, situado en las colinas del noroeste de las montañas del Cáucaso. Las excavaciones preliminares permitieron recuperar artefactos musterienses, fechados alrededor de 35.000 antes del presente y anteriores, en el centro de la última glaciación. Sin embargo, un fragmento de costilla de un esqueleto parcial de un niño de Neanderthal encontrado en la cueva fue datado por radiocarbono y fechado en 29.195 ± 965 antes del presente, y, por lo tanto, pertenece a los últimos neandertales que vivieron.